# Макадамія
Макада́мія (Macadamia, австралійський горіх) — рід рослин родини протейні.
Існує 9 видів макадамії, п'ять з них ростуть тільки в Австралії. Два види культивуються, плантації макадамії є в Австралії, у Каліфорнії, у Домініканській Республіці, у Бразилії, у Південній Африці, на Гаваях.

## Назва
Рід названий ботаніком Фердинандом фон Мюллером на честь його друга, хіміка Джона Макадама. Природно, це було не єдине ім'я, якого удостоїлася рослина. Ці горіхи називають також «муллімбімбі», «бумера», «кіндал-кіндал». Саме тому тривалий час диво-горіх мав різні імена, і лише після 1930 року, коли в Австралії була створена Асоціація любителів макадамії, всюди закріпилася єдина назва, дана фон Мюллером.

## Опис

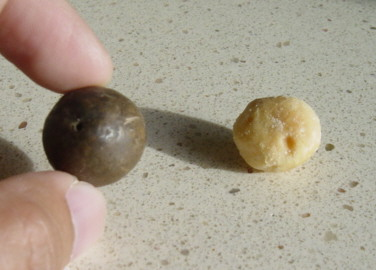
Горіхи макадамії

Макадамія — це дерево до 15 м заввишки з гладкими, шкірястими листками. Як правило, воно починає давати врожай (приблизно 100 кілограмів горіхів) лише на сьомому-десятому році життя. Батьківщина макадамії — Австралія, де її горіхи вважаються священними: адже вони допомагають при мігрені, хворобах кісток і авітамінозі. Крім того, ці горішки добре виводять холестерин з організму.
Квіти макадамії — дрібні, білувато-кремові або рожеві, вони розпускаються на довгому пониклому суцвітті, що нагадує колос або качан. Мають ніжний солодкуватий аромат. Горіхи зазвичай достигають у період між березнем і вереснем, але іноді плодоносіння відбувається цілорічно.
Горіхи рослини майже ідеально кулястої форми, зазвичай 1,5–2 см в діаметрі, вкриті шкірястою двостулковою оболонкою зеленувато-коричневого кольору, тверді, з ядром, що погано відокремлюється від шкаралупи. Крім того, їх врожай дуже непросто збирати. Тому макадамія є найдорожчими горіхами у світі.
Макадамія надає перевагу жирному, не дуже кислому, добре дренованому ґрунту, вона досить стійка до природних примх і може рости на висотах до 750 м над рівнем моря, витримуючи досить низьку для цього кліматичного поясу температуру до +3 °С. Основний ворог макадамії — сильні океанічні вітри ураганної сили, які можуть завдати шкоди плантаціям, погубивши чимало дерев. Природними запилювачами макадамії є бджоли, які не тільки чудово справляються з поставленим завданням, але і роблять з пилку і нектару чудовий запашний мед.

## Історія
З появою в Австралії перших європейців, які швидко розкуштували незвичайний горіх, макадамія стала мало не єдиною «валютою» при обмінній торгівлі з місцевими племенами. До того ж розбещені делікатесами Європа і Америка були зачаровані смаком цього горіха. За макадамією почалося справжнє полювання. Однак збір врожаю вручну не міг принести скільки-небудь суттєвих доходів. Справа в тому, що одній людині під силу зірвати лише 150 кг горіхів на день. Справжньою революцією в цій області став винахід австралійських учених спеціальної машини, призначеної для збирання цих дарів природи. «Диво техніки» за 8 годин роботи здатне було зібрати до 3 т ласощів.
На початку 1960-х років горіхова індустрія в Австралії розгорнулася на повну силу. Цьому передували багаторічні дослідження в галузі вирощування дерев у розплідниках, селекції, збирання та зберігання макадамії. Коли ж у 1970 році на південному сході штату Квінсленд були висаджені 80 000 кущів горішнику, багато австралійців стали вкладати гроші в зростаючу промисловість. Цьому значною мірою сприяло те, що «горіхові» інвестиції заохочувалися державою — вони не обкладалися податками. І 1972 року жителям континенту вдалося зібрати вже 70000 т плодів, а в наші дні (2000-ні) виробництво горіхів становить 40 тисяч тонн на рік при загальносвітовому виробництві близько 100 тисяч тонн.
В даний час макадамію вирощують у багатьох країнах з тропічним кліматом і тому ці горіхи стають все відомішими і доступними, а ціна їх щорічно знижується.

## Корисні властивості
Горіхи містять ефірну олію, багаті на вітаміни В і РР, багато жирів і мають високу калорійність. За смаком макадамія нагадує лісовий горіх. Великі ядра зазвичай підсмажують і покривають карамеллю або шоколадом, а маленькі та подрібнені додають в салати і страви з морепродуктів або витискають з них олію. Цінителі супроводжують трапези з участю макадамії хересом і кавою. Вважається, що ці напої відтіняють смак горіха.
Їх рекомендується вживати при ангіні, артритах, схильності до пухлинних захворювань. Жири макадамії містять мононенасичену пальмітинову кислоту, що міститься в шкірі людини, але майже не зустрічається в інших рослинах. Цим жир макадамії нагадує норковий жир. А своїми антиоксидантними властивостями він більше нагадує рослинний віск, який хоча і зустрічається в рослинному світі, однак частіше за все у вигляді воскових нальотів, які зібрати неможливо.
Тому жир макадамії є ідеальним засобом для догляду за сухою, шорсткою шкірою, прекрасно зволожує і пом'якшує шкіру, роблячи її здоровою та красивою і дуже цінується в парфумерії.
Горіхи макадамії отруйні для собак, внаслідок вживання яких вони слабнуть і не можуть встояти на лапах протягом 12 годин після прийому їжі. Відновлення зазвичай проходить протягом 48 годин.